# Ihlopsis danieleae
Ihlopsis danieleae is een krabbensoort uit de familie van de Homolidae. De wetenschappelijke naam van de soort is voor het eerst geldig gepubliceerd in 2010 door Naruse & Richer de Forges.